# Newport West (circonscription du Parlement britannique)
Ne doit pas être confondu avec Newport West (circonscription galloise).
Pour les articles homonymes, voir Newport West.
Circonscription parlementaire de la 

Chambre des communes
Newport West est une ancienne circonscription parlementaire britannique située au pays de Galles.

## Histoire
La circonscription de Newport West est créée pour les élections générales de 1983 à partir de la moitié occidentale de l'ancienne circonscription de Newport.
Elle est abolie en 2024. Son territoire est partagé entre la nouvelle circonscription de Newport West and Islwyn et celle préexistante de Newport East.

## Députés
| Élection | Député             | Parti | Parti              |
| -------- | ------------------ | ----- | ------------------ |
| 1983     | Mark Robinson (en) |       | Parti conservateur |
| 1987     | Paul Flynn         |       | Parti travailliste |
| 2019     | Ruth Jones         |       | Parti travailliste |

## Élections

### Élections dans les années 2010
| Élection partielle de 2019: Newport West |                    |                |        |      |       |
| Parti                                    | Parti              | Candidat       | Votes  | %    | ±     |
|                                          | Labour             | Ruth Jones     | 9,308  | 39.6 | -12.7 |
|                                          | Conservateur       | Matthew Evans  | 7,357  | 31.3 | -8.0  |
|                                          | UKIP               | Neil Hamilton  | 2,023  | 8.6  | +6.1  |
|                                          | Plaid Cymru        | Jonathan Clark | 1,185  | 5.0  | +2.5  |
|                                          | Libéral Démocrates | Ryan Jones     | 1,088  | 4.6  | +2.4  |
|                                          | Green              | Amelia Womack  | 924    | 3.9  | +2.8  |
| Majorité                                 | Majorité           | Majorité       | 1,951  | 8.2  | -4.8  |
| Participation                            | Participation      | Participation  | 23,615 | 37.1 | -30.4 |
|                                          | Labour hold        | Labour hold    | Swing  | -2.4 |       |

| Élections générales de 2017: Newport West |                    |                     |        |      |       |
| Parti                                     | Parti              | Candidat            | Votes  | %    | ±     |
|                                           | Labour             | Paul Flynn          | 22,723 | 52.3 | +11.1 |
|                                           | Conservateur       | Angela Jones-Evans, | 17,065 | 39.3 | +6.8  |
|                                           | UKIP               | Stan Edwards        | 1,100  | 2.5  | -12.7 |
|                                           | Plaid Cymru        | Morgan Bowler-Brown | 1,077  | 2.5  | -1.5  |
|                                           | Libéral Démocrates | Sarah Lockyer       | 976    | 2.2  | -1.7  |
|                                           | Green              | Pippa Bartolotti    | 497    | 1.1  | -2.0  |
| Majorité                                  | Majorité           | Majorité            | 5,658  | 13.0 | +4.3  |
| Participation                             | Participation      | Participation       | 43,438 | 67.5 | +2.6  |
|                                           | Labour hold        | Labour hold         | Swing  | +2.2 |       |

| Élections générales de 2015: Newport West |                    |                  |        |      |       |
| Parti                                     | Parti              | Candidat         | Votes  | %    | ±     |
|                                           | Labour             | Paul Flynn       | 16,633 | 41.2 | -0.1  |
|                                           | Conservateur       | Nick Webb        | 13,123 | 32.5 | +0.2  |
|                                           | UKIP               | Gordon Norrie    | 6,134  | 15.2 | +12.3 |
|                                           | Plaid Cymru        | Simon Coopey     | 1,604  | 4.0  | +1.2  |
|                                           | Libéral Démocrates | Ed Townsend      | 1,581  | 3.9  | -12.7 |
|                                           | Green              | Pippa Bartolotti | 1,272  | 3.2  | +2.1  |
| Majorité                                  | Majorité           | Majorité         | 3,510  | 8.7  | -0.2  |
| Participation                             | Participation      | Participation    | 40,347 | 64.9 | +0.1  |
|                                           | Labour hold        | Labour hold      | Swing  | -0.1 |       |

| Élections générales de 2010: Newport West |                    |                  |        |      |      |
| Parti                                     | Parti              | Candidat         | Votes  | %    | ±    |
|                                           | Labour             | Paul Flynn       | 16,389 | 41.3 | -3.6 |
|                                           | Conservateur       | Matthew Williams | 12,845 | 32.3 | +2.8 |
|                                           | Libéral Démocrates | Veronica German  | 6,587  | 16.6 | -1.3 |
|                                           | BNP                | Timothy Windsor  | 1,183  | 3.0  | N/A  |
|                                           | UKIP               | Hugh Hughes      | 1,144  | 2.9  | +0.5 |
|                                           | Plaid Cymru        | Jeff Rees        | 1,122  | 2.8  | -0.8 |
|                                           | Green              | Pippa Bartolotti | 450    | 1.1  | -0.4 |
| Majorité                                  | Majorité           | Majorité         | 3,544  | 8.9  | -6.4 |
| Participation                             | Participation      | Participation    | 39,720 | 64.8 | +5.5 |
|                                           | Labour hold        | Labour hold      | Swing  | -3.2 |      |

### Élections dans les années 2000
| Élections générales de 2005: Newport West |                    |                 |        |      |       |
| Parti                                     | Parti              | Candidat        | Votes  | %    | ±     |
|                                           | Labour             | Paul Flynn      | 16,021 | 44.8 | -7.9  |
|                                           | Conservateur       | William Morgan  | 10,563 | 29.6 | +3.4  |
|                                           | Libéral Démocrates | Nigel Flanagan  | 6,398  | 17.9 | +6.2  |
|                                           | Plaid Cymru        | Anthony Salkeld | 1,278  | 3.6  | -3.6  |
|                                           | UKIP               | Hugh Hughes     | 848    | 2.4  | +1.0  |
|                                           | Green              | Peter Varley    | 540    | 1.5  | N/A   |
|                                           | Indépendant        | Saeid Arjomand  | 84     | 0.2  | +0.2  |
| Majorité                                  | Majorité           | Majorité        | 5,458  | 15.3 | -11.2 |
| Participation                             | Participation      | Participation   | 35,732 | 59.3 | +0.2  |
|                                           | Labour hold        | Labour hold     | Swing  | -5.6 |       |

| Élections générales de 2001: Newport West |                    |                  |        |      |       |
| Parti                                     | Parti              | Candidat         | Votes  | %    | ±     |
|                                           | Labour             | Paul Flynn       | 18,489 | 52.7 | -7.8  |
|                                           | Conservateur       | William Morgan   | 9,185  | 26.2 | +1.8  |
|                                           | Libéral Démocrates | Veronica Watkins | 4,095  | 11.7 | +2.0  |
|                                           | Plaid Cymru        | Anthony Salkeld  | 2,510  | 7.2  | +5.5  |
|                                           | UKIP               | Hugh Hughes      | 506    | 1.4  | +0.6  |
|                                           | BNP                | Terrance Cavill  | 278    | 0.8  | N/A   |
| Majorité                                  | Majorité           | Majorité         | 9,304  | 26.5 | -9.6  |
| Participation                             | Participation      | Participation    | 35,063 | 59.1 | -15.5 |
|                                           | Labour hold        | Labour hold      | Swing  | -4.8 |       |

### Élections dans les années 1990
| Élections générales de 1997: Newport West |                    |                  |        |      |       |
| Parti                                     | Parti              | Candidat         | Votes  | %    | ±     |
|                                           | Labour             | Paul Flynn       | 24,331 | 60.5 | +7.4  |
|                                           | Conservateur       | Peter Clarke     | 9,794  | 24.4 | -11.6 |
|                                           | Libéral Démocrates | Stanley Wilson   | 3,907  | 9.7  | +0.2  |
|                                           | Referendum         | Andrew Thompsett | 1,199  | 3.0  | N/A   |
|                                           | Plaid Cymru        | Huw Jackson      | 648    | 1.6  | +0.2  |
|                                           | UKIP               | Hugh Hughes      | 323    | 0.6  | N/A   |
| Majorité                                  | Majorité           | Majorité         | 14,357 | 36.1 | +18.4 |
| Participation                             | Participation      | Participation    | 40,202 | 74.6 | -8.2  |
|                                           | Labour hold        | Labour hold      | Swing  | +9.5 |       |

| Élections générales de 1992: Newport West, |                     |               |        |      |       |
| Parti                                      | Parti               | Candidat      | Votes  | %    | ±     |
|                                            | Labour              | Paul Flynn    | 24,139 | 53.1 | +7.0  |
|                                            | Conservateur        | Andrew Taylor | 16,360 | 36.0 | -4.1  |
|                                            | Libéral Démocrates  | John Toye     | 3,907  | 9.5  | -3.5  |
|                                            | Plaid Cymru (Green) | Peter Keelan  | 653    | 1.4  | +0.6  |
| Majorité                                   | Majorité            | Majorité      | 7,770  | 17.1 | +11.0 |
| Participation                              | Participation       | Participation | 45,059 | 82.8 | +1.0  |
|                                            | Labour hold         | Labour hold   | Swing  | +5.6 |       |

### Élections dans les années 1980
| Élections générales de 1987: Newport West |                                   |                                   |        |      |       |
| Parti                                     | Parti                             | Candidat                          | Votes  | %    | ±     |
|                                           | Labour                            | Paul Flynn                        | 20,887 | 46.1 | +9.5  |
|                                           | Unioniste                         | Mark Noel Foster Robinson         | 18,179 | 40.1 | +2.1  |
|                                           | Libéral                           | Winston Roddick                   | 5,903  | 13.0 | -11.2 |
|                                           | Plaid Cymru                       | Digby Bevan                       | 377    | 0.8  | -0.4  |
| Majorité                                  | Majorité                          | Majorité                          | 2,708  | 6.0  | +4.6  |
| Participation                             | Participation                     | Participation                     | 45,346 | 81.8 | +4.3  |
|                                           | Labour vainqueur sur Conservateur | Labour vainqueur sur Conservateur | Swing  | +3.7 |       |

| Élections générales de 1983: Newport West |                                        |                           |        |      |     |
| Parti                                     | Parti                                  | Candidat                  | Votes  | %    | ±   |
|                                           | Conservateur                           | Mark Noel Foster Robinson | 15,948 | 38.0 | N/A |
|                                           | Labour                                 | Bryan Davies              | 15,367 | 36.6 | N/A |
|                                           | Libéral                                | Whitney Jones             | 10,163 | 24.2 | N/A |
|                                           | Plaid Cymru                            | Denis Watkins             | 477    | 1.2  | N/A |
| Majorité                                  | Majorité                               | Majorité                  | 581    | 1.4  | N/A |
| Participation                             | Participation                          | Participation             | 41,955 | 77.5 | N/A |
|                                           | Conservateur Vainqueur (nouveau siège) |                           |        |      |     |